# Анскин, Адольф Яковлевич
Адольф Яковлевич (Екабович) Анскин (1894—1939) — советский военный деятель, военный комиссар ВМС РККА.

## Биография
Родился в латышской семье, получил среднее образование, работал народным учителем в Курляндской губернии. Являлся членом РСДРП с 1912 года. Участвовал в Первой мировой войне, с 1915 до 1917 младший писарь штаба в Латышском стрелковом запасном полку. С 1917 до 1918 был членом Волмерского земского совета и уездной земской управы, заведующим школьным отделом Волмерского уездного земства, заведующим культурно-просветительским отделом Волмерского уездного совета рабочих и солдатских депутатов, эмиссаром культурно-просветительного отдела Латышского комиссариата Народного комиссариата по делам национальностей РСФСР, был сотрудником Латышского комиссариата по национальным делам в Москве. С 20 апреля (по другим данным с августа) того же года в стрелковых частях Красной армии, служил в отдельном взводе охраны Высшего военного совета. С 11 ноября 1918 до февраля 1919 военный следователь Революционного военного трибунала Республики Советов, затем заместитель членов трибунала до 17 мая того же года, член до 1920, заместитель председателя Реввоентрибунала до 1921. Являлся членом Революционного военного совета и начальником политического управления Морских сил Каспийского моря с 1922 до 1923. Потом начальник политического отдела Черноморского флота с 1923 до 1925. Делегат XIII-й конференции РКП(б) с 16 до 19 января 1924, с решающим голосом. С ноября 1925 по октябрь 1927 военный комиссар Морских сил Республики. В дальнейшем работал проректором Свердловской академии, партийным следователем КПК ВКП(б). На него были получены компрометирующие показания по делу «Латышского национального центра». Похоронен на Новодевичьем кладбище.